# Per Hansson den äldre
Per Hansson den äldre, från Forstenasläkten, död omkring 1545, var en svensk häradshövding och ståthållare. 
Han var son till Hans Svensson (död 1506) och Elin Tomasdotter till Häggetorp samt gift med Märta Andersdotter som var dotter till väpnaren och häradshövdingen Anders Ragvaldsson. 
Hansson tjänade först ärkebiskopen Gustaf Trolle och blev vid hans nederlag under reträtten från Uppsala 1521 sårad. Han övergick därefter till Gustaf Eriksson Wasa och deltog som dennes hövitsman i befrielsekriget 1522–1523. Han ingick i rådet vid riksdagen i Strängnäs 1523 och från 1526 satt han i konungens nämnd. Som riksråd omnämns han sista gången i samband med riksdagen i Strängnäs 1529. Han var en av de lagman som satt i rätten i samband med Västgötaupproret 1529. Han var  häradshövding i Snefringe härad från 1532 och i Åkerbo härad från 1537. Han stadfäste Västerås arvförening 1544. Som förläning var han tilldelad Odensvi socken i Västmanland.